# 東海口腔衛生学会
東海口腔衛生学会（とうかいこうくうえいせいがっかい）とは、東海地区の口腔衛生学の進歩と発展を図る専門学術団体の一つである。日本口腔衛生学会の地方団体。

## 概要
1954年10月に口腔衛生学会東海地方会として設立、1980年に口腔衛生学会の名称変更に伴い日本口腔衛生学会東海地方会に名称変更、2010年より東海口腔衛生学会。2013年現在会長は石川昭。

## 本部事務局
- 〒501-0296 岐阜県瑞穂市穂積1851 朝日大学歯学部口腔感染医療学講座社会口腔保健学分野

## 大会等
| 年     | 月日     | 名称                                                   | 会長 | 会場             | テーマ | 参加者数 | 備考   |
| ------ | -------- | ------------------------------------------------------ | ---- | ---------------- | ------ | -------- | ------ |
| 2008年 | 5月18日  | 第51回日本口腔衛生学会東海地方会総会                   |      | 愛知学院大学     |        |          | [ 7 ]  |
| 2008年 | 12月14日 | 平成20年度日本口腔衛生学会東海地方会例会               |      | アクトシティ浜松 |        |          | [ 8 ]  |
| 2009年 | 5月24日  | 第52回日本口腔衛生学会東海地方会総会                   |      | 朝日大学         |        |          | [ 9 ]  |
| 2009年 | 12月13日 | 平成21年度日本口腔衛生学会東海地方会例会および臨時総会 |      | 愛知学院大学     |        |          | [ 10 ] |
| 2010年 | 5月23日  | 第53回東海口腔衛生学会総会                             |      | 朝日大学         |        |          | [ 11 ] |
| 2010年 | 12月5日  | 平成22年度東海口腔衛生学会例会                         |      | じばさん三重     |        |          | [ 12 ] |
| 2011年 | 7月24日  | 第54回東海口腔衛生学会総会                             |      | 愛知学院大学     |        |          | [ 13 ] |
| 2012年 | 1月22日  | 平成23年度東海口腔衛生学会例会および臨時総会           |      | 朝日大学         |        |          | [ 14 ] |
| 2012年 | 7月24日  | 第55回東海口腔衛生学会総会                             |      | 朝日大学         |        |          | [ 15 ] |

## 加盟団体
- 日本口腔衛生学会